# Culicoides farri
Culicoides farri är en tvåvingeart som beskrevs av Wirth och Blanton 1970. Culicoides farri ingår i släktet Culicoides och familjen svidknott. Inga underarter finns listade i Catalogue of Life.